# Александар Мисуркин
Александар Александрович Мисуркин (рус. Алекса́ндр Алекса́ндрович Мису́ркин; рођен 23. септембра 1977. у Јершичком рејону, СССР) је пилот и космонаут Роскосмоса. До сада је у свемир летео једном, летелицом Сојуз ТМА-08М, између марта и септембра 2013. године, када је боравио на Међународној свемирској станици као члан Експедиција 35/36. Поново ће полетети у свемир 12. септембра 2017. летелицом Сојуз МС-06 и боравиће на МСС као члан Експедиција 53/54 у трајању од око шест месеци.
Са женом Олгом има двоје деце.

## Космонаутска каријера
У октобру 2006. постао је кандидат за космонаута и започео обуку у Гагриновом центру за обуку космонаута. Обука је трајала од фебруара 2007. до јуна 2009. године, када је успешно дипломирао. Од августа 2009. до фебруара 2011. прошао је напредну обуку за Међународну свемирску станицу. Од јануара 2011. прошао је и обуку за члана резервне посаде летелице Сојуз ТМА-М и Експедиције 33/34 на МСС.
Први пут полетео је у свемир 28. марта 2013. године летелицом Сојуз ТМА-08М. Ово је била прва летелица из програма Сојуз која је до МСС стигла убрзаним профилом лета, у трајању од само 6 сати, за разлику од претходних летова када је посади од лансирања до спајања са станицом требало око два дана. По доласку на станицу постао је летачки инжењер Експедиције 35, а касније и Експедиције 36. У орбитланој лабораторији провео је преко 165 дана, а на Земљу се вратио 11. септембра 2013. у 02.58 UTC. Одмах по слетању сва три космонаута одрадила су низ физичких вежби на основу којих ће научници видети како би се људско тело понашало по слетању на Марс након дужег периода у бестежинском стању.